# 아파노페탈룸속
아파노페탈룸속(Aphanopetalum)은 오스트레일리아에 자생하는 아파노페탈룸과 덩굴 관목 또는 덩굴 식물 속이다.
이 속을 아파노페탈룸과의 유일한 속으로 분류하며, 현재 범의귀목에 속한다. 최근까지는 이 속을 괭이밥목으로 분류했으며, 그 전에는 범의귀목의 쿠노니아과에 포함시켰다.
2종이 있다.
- Aphanopetalum clematideum (Harv.) Domin - 사우스웨스턴 오스트레일라 주의 석회암 절벽에 자생
- Aphanopetalum resinosum Endl. - 수지 덩굴나무, 사우스 퀸즐랜드 및 뉴사우스웨일스에 자생